# Drhovle
Drhovle je obec v okrese Písek v Jihočeském kraji. Žije v ní 667 obyvatel. Dnešní Drhovli tvořily původně dvě vesnice (Velká a Malá Drhovle), nazývané Hořejší a Dolejší, které příslušely ke hradu Zvíkovu.
Ve vesnici funguje Domov pro seniory Světlo.

## Historie
První písemná zmínka o vesnici pochází z roku 1323.

## Přírodní poměry
Západně od obce Drhovle, na severní hranici Brlohu se nachází přírodní památka Michovka v podobě chráněného rybníka.

## Obyvatelstvo
| Rok            | 1869  | 1880  | 1890  | 1900  | 1910  | 1921  | 1930  | 1950  | 1961  | 1970 | 1980 | 1991 | 2001 | 2011 | 2021 |
| -------------- | ----- | ----- | ----- | ----- | ----- | ----- | ----- | ----- | ----- | ---- | ---- | ---- | ---- | ---- | ---- |
| Počet obyvatel | 1 778 | 1 669 | 1 592 | 1 580 | 1 494 | 1 496 | 1 396 | 1 035 | 1 031 | 866  | 753  | 661  | 595  | 554  | 617  |
| Počet domů     | 237   | 245   | 246   | 247   | 246   | 252   | 265   | 272   | 243   | 218  | 194  | 194  | 280  | 298  | 316  |

## Obecní správa

### Místní části
Obec Drhovle se skládá z osmi částí na čtyřech katastrálních územích.
- Brloh (k. ú. Brloh u Drhovle)
- Drhovle Ves (leží v k. ú. Drhovle)
- Drhovle Zámek (leží v k. ú. Drhovle)
- Dubí Hora (leží v k. ú. Pamětice u Drhovle)
- Chlaponice (leží v k. ú. Mladotice u Drhovle)
- Mladotice (k. ú. Mladotice u Drhovle)
- Pamětice (k. ú. Pamětice u Drhovle)

### Obecní symboly
Znak a vlajka byly obci uděleny rozhodnutím předsedy Poslanecké sněmovny Parlamentu České republiky dne 25. března 2005.

## Doprava
Obcí prochází silnice I/4 (Praha–Strakonice), v lokalitě Nová Hospoda se kříží se silnicí I/20 (do Písku) a končí tam dálnice D4.

## Pamětihodnosti
- Kaple v obci je zasvěcená svatému Janu Nepomuckému. Je z roku 1900 a nachází se v obci u rybníka.[7]
- Výklenková kaple zasvěcená svatému Floriánovi se nachází u zámecké aleje nedaleko od obce,u současného Domova pro seniory.[8]
- Výklenková kaple zasvěcená svatému Janu Nepomuckému se nachází u zadního vchodu do zámku.[8]
- Výklenková kaple svaté Rozálie se nachází u lipové aleje u Nové Hospody, u komunikace ve směru od Mladotic.[8]
- Výklenková kaple svatého Prokopa se nachází nedaleko od obce, u staré cesty na Mlaka.[8]
- Výklenková kaple svatého Jana Nepomuckého se nachází v polích, nedaleko od obce, u komunikace na Novou Hospodu.[8]

## Osobnosti
- Josef Němeček (1912–1984), kapitán letectva u Royal Air Force, plukovník československé armády

## Galerie

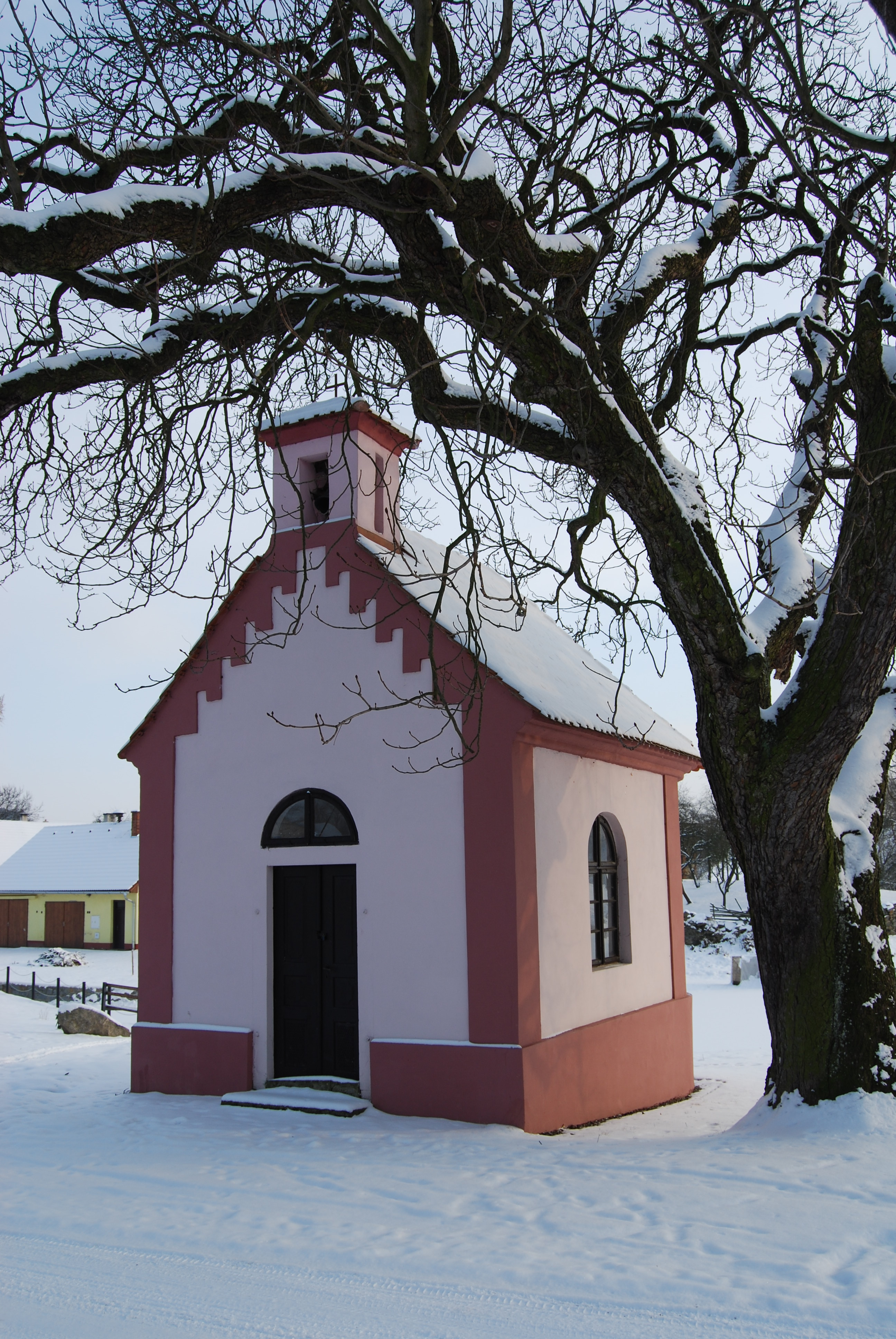
Návesní kaple svatého Jana Nepomuckého
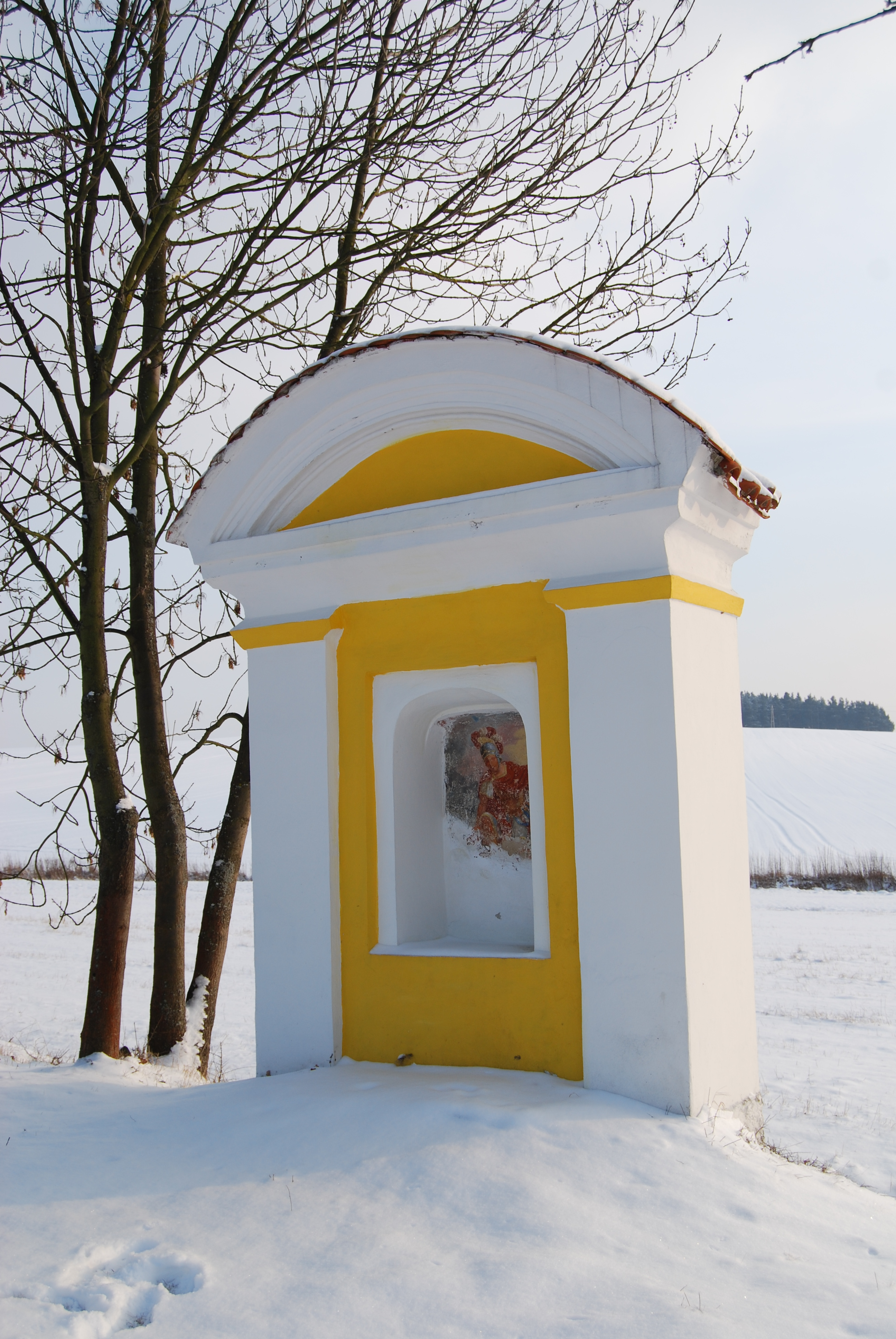
Výklenková kaple svatého Floriána
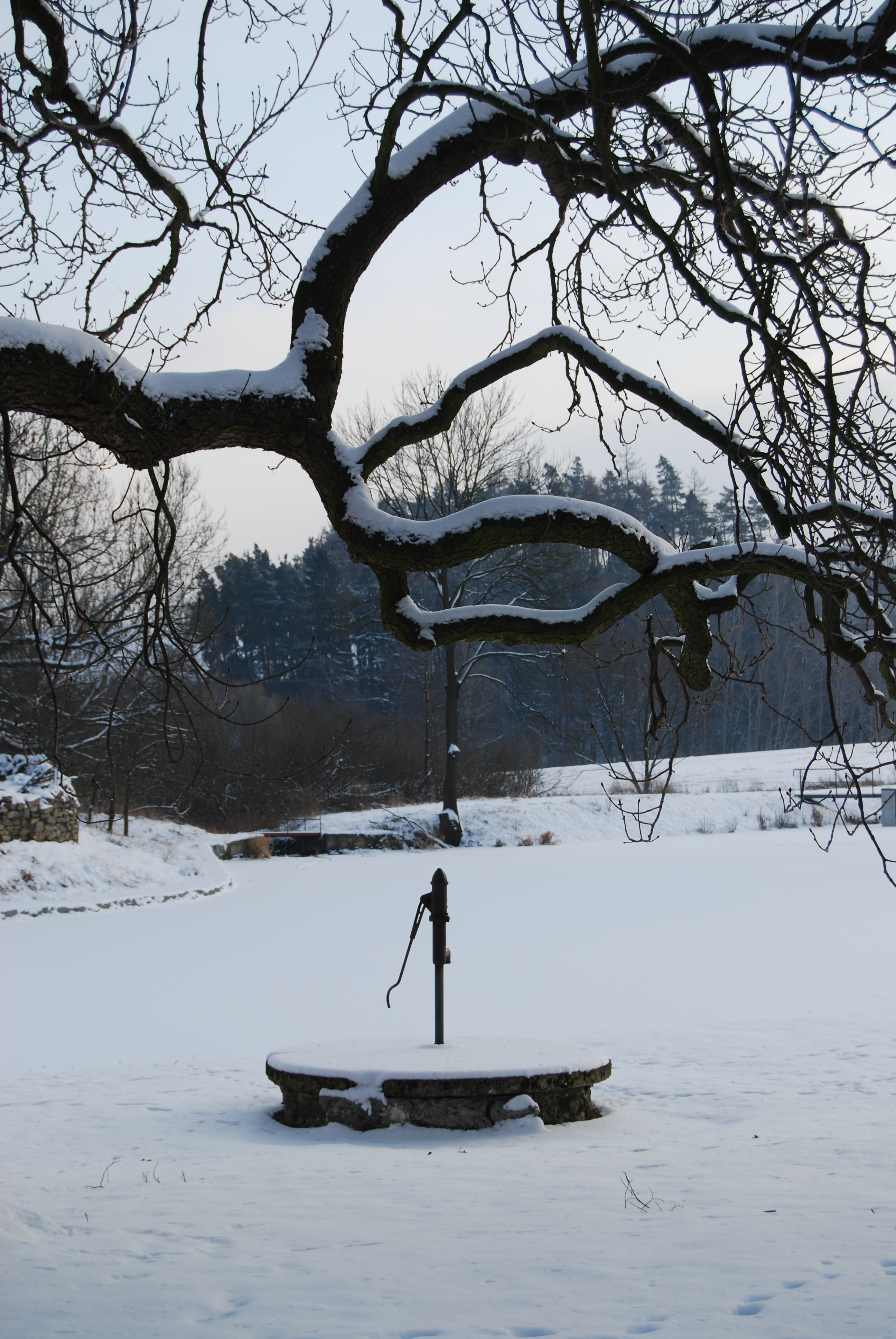
Rybník v obci